# Vladimir Nazor
Vladimir Nazor (Postira, 30. svibnja 1876. – Zagreb, 19. lipnja 1949.) bio je hrvatski pjesnik, prozaist i prevoditelj te političar za vrijeme Nove Jugoslavije. Predsjednik ZAVNOH-a, i prvi predsjednik Narodne Republike Hrvatske. U pedeset godina plodnog rada Nazor je pisao pjesme, pripovijetke, priče za djecu, putopise, romane, dnevnike, rasprave i prevodio talijanske i njemačke pjesnike. 

## Životopis
Vladimir Nazor rodio se u Postirama na otoku Braču, 1876. godine. Pučku školu završio je na otoku Braču, a gimnaziju u Splitu. Studirao je prirodne znanosti, matematiku i fiziku u Grazu i Zagrebu. Diplomirao je 1902. godine. Predavao je u hrvatskoj gimnaziji u Zadru, a od 1903. do 1918. godine u Istri (gdje je ujedno i proveo najviše svog života) te u Zagrebu od 1918. do 1920. godine. Bio je upravitelj dječjega doma u Crikvenici od 1920. do 1931. godine. Potom je od 1931. godine živio u Zagrebu. Umirovljen je 1933. godine u Zagrebu kao upravitelj dječjega doma.  
Prvo djelo mu je bilo Slavenske legende (1900.). Godine 1904. u Zadru je objavljeno njegovo djelo Knjiga o hrvatskim kraljevima, a u to vrijeme počinje pisati i Istarske priče. Koju godinu kasnije objavljuje Velog Jožu (1908.) – djelo po kojemu će se prepoznati Nazorova proza, a koje je on sam smatrao neuspjelim. Godine 1916. objavio je nekoliko knjiga: Utva zlatokrila, Medvjed Brundo, Stoimena. 
Na izborima 1934. godine Nazor se krivim političkim potezom izjasnio za takozvanu Jevtićevu listu, te su mu neko vrijeme zatvoreni stupci svih novina, časopisa i vrata svih izdavača. Nedugo poslije toga, 1939. godine, objavljuje Pastira Lodu i Dedeka Kajbumščaka. 
Godine 1942. s pjesnikom Ivanom Goranom Kovačićem preko Kupe odlazi u partizane, o čemu je izvijestio čak i Radio London. Po Nedjeljku Mihanoviću koji prepričava iskaz Nazorove sestre, Nazor je bio otet. Nazor joj naime nije najavio svoj odlazak, a njoj je susjeda javila kako je krugoval objavio da su partizani kidnapirali Nazora. Ista ta ustaška propaganda je krajem 1944. objavila da je Nazor strijeljan. Istinitost Mihanovićeve tvrdnje da su partizani Nazora odveli u šumu na prijevaru i nasilno najbolje demantira sam pisac u tekstu „Bijeg iz Zagreba“ gdje piše o svojoj i Goranovoj želji da odmah odu u partizane. A nalazimo još i mnoga svjedočanstava te osobne zapise o Nazorovima razlozima za odlaske u partizane.
Nedugo nakon odlaska u partizane Nazor počinje voditi dnevnik S partizanima. Nakon Drugoga svjetskog rata objavio je i Pjesme partizanske. U ratu Nazor je predsjednik Izvršnoga odbora ZAVNOH-a, a nakon rata i prvi predsjednik hrvatskoga Sabora.  
Bio je akademik HAZU (dopisni član od 1919., redoviti od 1940., te i potvrđeni od 1947. godine). Od 22. ožujka 1948. godine bio je redoviti akademik SANU u Odjelu za literaturu i jezik.
Godine 1949. imao je i svoj posljednji javni nastup na kojem je čitao ulomke iz svoje nedovršene zbirke U zavičaju. 
Umro je u Zagrebu, 19. lipnja 1949. godine. Pokopan je na groblju Mirogoju.

## Kritika
Nazor je jedan od najplodnijih pisaca u hrvatskoj književnosti, autor golemoga djela sastavljenoga od različitih žanrova: pjesama, epova, novela, romana, dnevničkih zapisa, putopisa, eseja, članaka, priča i igrokaza za djecu.
Prvih dvadesetak godina njegova stvaralaštva uglavnom se poklapaju s razdobljem hrvatske moderne i u tom vremenu Nazor prelazi put od diletantskog pjesnika u traženju vlastitog puta, preko nacionalno angažiranog poetskoga tribuna – ponesenog mitološko-legendskim i povijesnim hrvatskim i šire slavenskim motivima (Slavenske legende, 1900.; Živana, 1900.; Knjiga o kraljevima hrvatskijem, 1904.) te potrebom za osvješćivanjem i prosvjećivanjem istarskog puka (poema Krvava košulja, 1905) – preko pjesnika dionizijske životne radosti i panteističkog zanosa prirodom koji se napaja na vrelu poganskoga klasicizma te starozavjetnih biblijskih tekstova (Lirika, 1910.; Nove pjesme, 1913.), do sebi okrenuta refleksivnog lirika što se počinje zatvarati u svoj nutarnji svijet (Intima, 1915). Nazorova ditirampski raspjevana lirika, puna poleta i optimizma, razlikovala se od prevladavajućih pesimističkih, sumornih raspoloženja u poeziji hrvatske moderne, ali po svojoj okrenutosti mitu i legendi, pa i kultu snage, ona se ipak uklapala u slična neo-romantičarska strujanja europske moderne. Njegovi prozni radovi iz modernističke faze s jedne strane naslanjaju se na prošlostoljetnu nacionalno-prosvjetiteljsku tradiciju (roman Krvavi dani, 1908.), ali s druge strane u njima su vidljivi i utjecaji novih, modernističkih stilova. U svojim Istarskim pričama,1913. Nazor je ostvario sretan kompromis između odrađivanja nacionalnog »duga« i uklapanja u tijekove moderne književnosti. U njima je snažno istaknuta autorova nacionalna i socijalna angažiranost, ali je ona iskazana na nov, moderniji način, specifičnim nazorovskim miješanjem realnog i fantastičnog, dok se upletanje folklornih motiva (u Velom Joži, Boškarini i Divičinu gradu) podudaralo s neoromantičnim okretanjem folklornoj baštini i mitu. Njemu je odgovarala forma poetske alegorijske priče, vrlo bliske artističkoj bajci Oscara Wildea i Mauricea Maeterlincka, a njezina liričnost, sklonost prema simbolu i umjetna dekorativnost idealno su se poklapale s njegovim umjetničkim nagnućima, pa je svojim Istarskim pričama, posebno onima uvrštenima u prvo izdanje zbirke – Halugica, Albus kralj,.... – potpuno zakoračio u svijet bajkovite modernističke secesionističke priče.
Počevši od pjesničkih zbirki Intima i Pjesni ljuvene,1915., Nazor se sve više zatvara u svoj unutarnji svijet; u njegovu stvaralaštvu postaju dominantne teme unutarnjeg pročišćenja, samoprijegorne žrtve i uzvišene osamljenosti, a sklonost k alegorijskom iskazu sve je očitija (ep Utva zlatokrila, 1916.; zbirka priča Stoimena, 1916; Legenda o svetom Hristoforu, 1922.; Pjesme o četiri arhanđela, 1927.). Kroz Nazorovo stvaralaštvo možemo pratiti motivsko-tematsku i stilsku povezanost pojedinih djela koja organski izrastaju jedna iz drugih, a ipak su ona raznolika, jer je kod njega zamjetna stalna težnja za promjenom. Tako u vremenu kad u hrvatskoj književnosti postaju sve dominantniji avangardni stilovi, posebice ekspresionizam, Nazor je — tražeći nov izraz i nove motive — pokušao slijediti poratni senzibilitet (novela Crveni tank, 1922), ali nove kvalitetne domete u svojem stvaralaštvu on je ostvario na drugom području okrenuvši se svojim vlastitim inspiracijama (sjećanju na djetinjstvo na otoku i mladost) i jednostavnijem umjetničkom iskazu. Artistička dekorativnost i izvještačenost, koja je karakterizirala dobar dio novela iz njegove modernističke faze, ustupila je mjesto kazivanju koje ne zazire od imenovanja i oblikovanja lica, stvari i pojava te odnosa medu njima. Kao rezultat novih nadahnuća i novih umjetničkih usmjerenja nastala je knjiga poezije Niza od koralja,1922 te dvije zbirke autobiografske novelistike — Priče iz djetinjstva,1924 i Priče s ostrva, iz grada i sa planine,1927. Crikveničke proze (Tri pripovijetke iz jednog dječjeg doma, 1929.; roman Šarko, 1930.) tematski i kronološki znače nastavak njegova pričanja o samome sebi. Pokušavajući progovoriti o sebi „sada i ovdje" Nazor, međutim, zbog nekih svojih unutarnjih kočenja, a sigurno i zbog preduge izoliranosti i samotarske udaljenosti od običnih ljudi, nije uspio oblikovati kvalitetna književna ostvarenja. Zato se on ponovno okreće motivima izvan sebe, pa tridesetih i četrdesetih godina u njegovoj literaturi prevladavaju socijalne teme (Pjesme o bratu Gavanu i seki Siromaštini, 1931.; ciklus feljtonističkim stilom pisanih novela o sirotinji sa zagrebačke periferije – Zagrebačke novele, 1942), a na području stiha dosta eksperimentira, varira razne ritmove i strofe (Deseterci, 1930.; Topuske elegije, 1933.). Usto počinje pisati dnevničke zapise, putopise, studije i eseje o domaćim i stranim autorima, o problemima versifikacije (O hrvatskom jedanaestercu 1838. – 1900., 1935.), bavi se prevodilaštvom, prepravlja stara djela, s velikim ambicijama piše roman o višemilenijskoj povijesti rodnog mu otoka (Pastir Loda, 1938., 1939.), ali njegove kreativne mogućnosti kao da su dokraja bile iscrpljene. No, priključivši se partizanima, Nazor je revitalizirao kreativni opus, unoseći nove teme i intonaciju (Pjesme partizanke, 1944., živopisni dnevnik S partizanima, 1945.). Istina, tu ima i podosta patetičnih stihova koji ne mogu odoljeti ozbiljnijoj kritici, no valja reći da je i to izljev Nazorova bujnog mediteranskoga temperamenta i vitalističkoga zanosa, a ne programatsko piskaranje po naruždbama komunističkih vlastodržaca među koje je stari pjesnik upao kao Poncije u Credo. Treba napomenuti da je to razdoblje u kojem je Nazor dao i neke od svojih najboljih stihova nacionalne tematike (Hrvatski jezik, 1944.), ne upavši u melodramatski patos. Vladimir Nazor se istaknuo i kao prevoditelj s nekoliko jezika (Dante Alighieri, Shakespeare, Heine, Carducci,..).

## Opus
Detaljni popisi (kronološki, abecedni) njegovih djela: Kronološki i abecedni popis djela.
Neke od njegovih knjiga iz kasnijih izdanja ilustrirao je poznati hrvatski ilustrator Ivan Antolčić.
Po motivima iz Nazorova opusa Dušan Gačić snimio je animirani film Cvrčak.

## Spomen i manifestacije
- Njegovim je imenom nazvana najveća državna nagrada u Republici Hrvatskoj "Nagrada Vladimir Nazor" koja se dodjeljuje za najbolja umjetnička ostvarenja na području književnosti, glazbe, filma, likovnih i primijenjenih umjetnosti, kazališne umjetnosti te arhitekture i urbanizma.
- Njemu u čast, Osnovna škola Vladimira Nazora iz rodnih mu Postira na Braču, utemeljila je 1996. godine Prosvjetno-kulturnu manifestaciju "Nazorovi dani" a povodom 120. obljetnice rođenja pjesnika. "Nazorovi dani" održavaju se svake godine u mjesecu svibnju. Ovu prosvjetno-kulturnu manifestaciju osmišljava Nacionalni odbor "Nazorovi dani" sa sjedištem u Zagrebu, a provodi je Organizacijski odbor "Nazorovi dani" Postira.[10]

## Vanjske poveznice

### Sestrinski projekti
|  | Zajednički poslužitelj ima još gradiva o temi Vladimir Nazor |
|  | Wikizvor ima izvorni tekst Vladimir Nazor                    |
|  | Wikicitati imaju zbirke citata o temi Vladimir Nazor         |

### Mrežna sjedišta
- Nazor, Vladimir Hrvatska enciklopedija. LZMK
- LZMK / Proleksis enciklopedija: Nazor, Vladimir
- LZMK / Istarska enciklopedija: Nazor, Vladimir
- LZMK / Krležijana: Nazor, Vladimir
- Vladimir Nazor  Arhivirana inačica izvorne stranice od 23. ožujka 2010. (Wayback Machine) (arhiv HRT-a)